# Élections législatives afghanes de 2010
Les élections législatives afghanes de 2010 se sont déroulées le 18 septembre 2010.

## Contexte
Le président afghan Hamid Karzai a été élu à ce poste en 2004, puis a été réélu en 2009 au cours d'une élection contestée. Hamid Karzai a d'abord officiellement recueilli près de 54 % des voix dès le premier tour mais d'importantes fraudes ont entrainé l'annulation de nombreux bulletins de vote et ses voix ont été ramenées à environ 49 %. Un second tour aurait alors dû être organisé, mais Abdullah Abdullah, qui avait réuni 30 % des voix, se retira estimant que rien n'avait été mis en œuvre pour éviter que les fraudes ne se reproduisent.

## Candidats et campagne
La liste officielle des candidats est présentée le 23 juin 2010, elle comprend 2 577 candidats, dont 405 femmes. Depuis cette date, 3 candidats ont été assassinés, et plusieurs tentatives d'assassinat ont également eu lieu. 36 candidats ont été exclus en raison de leur lien avec des milices illégales.
Le président Hamid Karzai a notamment déclaré : « J'espère que tous nos concitoyens, dans tous les coins du pays et dans chaque village, se rendront aux urnes et voteront pour le candidat de leur choix ». Alors que le président tente d'entamer des négociations avec les talibans, il dit aussi : « Ces talibans, qui sont des fils de l'Afghanistan, sont musulmans. Ils devraient servir leur pays et participer, bâtir leur pays, bâtir la stabilité ».
Le principal opposant au président Hamid Karzai, Abdullah Abdullah, déclare le 17 septembre à Euronews : « La crainte des Afghans, c’est que la corruption que l’on a vue durant la dernière élection présidentielle ne se reproduise cette fois-ci. Ce qui est en jeu, c’est leur destin… C’est la raison pour laquelle les Afghans vont participer à cette élection. Ils sont réellement très intéressés par cette élection. [...] Le destin de l’Afghanistan appartient à son propre peuple. Ce qu’attendent les Afghans de la communauté internationale et de l’administration américaine, c’est qu’elles aident les Afghans à ramener la paix dans leur pays. ».
Les talibans ont menacé de mener des actions violentes le jour de l'élection. Zabihullah Mujahid, un porte-parole des talibans, a notamment indiqué : « Nous incitons les gens à ne pas participer à cette élection. Tous ceux qui sont liés à cette élection seront notre cible : candidats, forces de sécurité, militants, personnels, électeurs... ».

## Résultats
Dès l'ouverture des bureaux de vote, les attaques se multiplient rapidement, ce sont des tirs de roquettes pour la plupart. Elles ont tué très tôt près de 20 personnes et blessé des dizaines d'autres dans divers endroits du pays.
Le taux de participation atteint 40 %, soit quand même 10 points de plus que durant la présidentielle de 2009 mais 10 points de moins que pour les législatives de 2005. Il est aussi beaucoup plus faible que durant l'élection présidentielle de 2004 (il avait atteint 70 %). Ce faible taux serait surtout dû aux menaces et aux attaques terroristes contre les bureaux de vote, et ainsi que de la forte suspicion de nouvelles fraudes massives.